# Corispermum marschallii
Corispermum marschallii är en amarantväxtart som beskrevs av Christian von Steven. Corispermum marschallii ingår i släktet lusfrön, och familjen amarantväxter. Inga underarter finns listade i Catalogue of Life.

## Bildgalleri

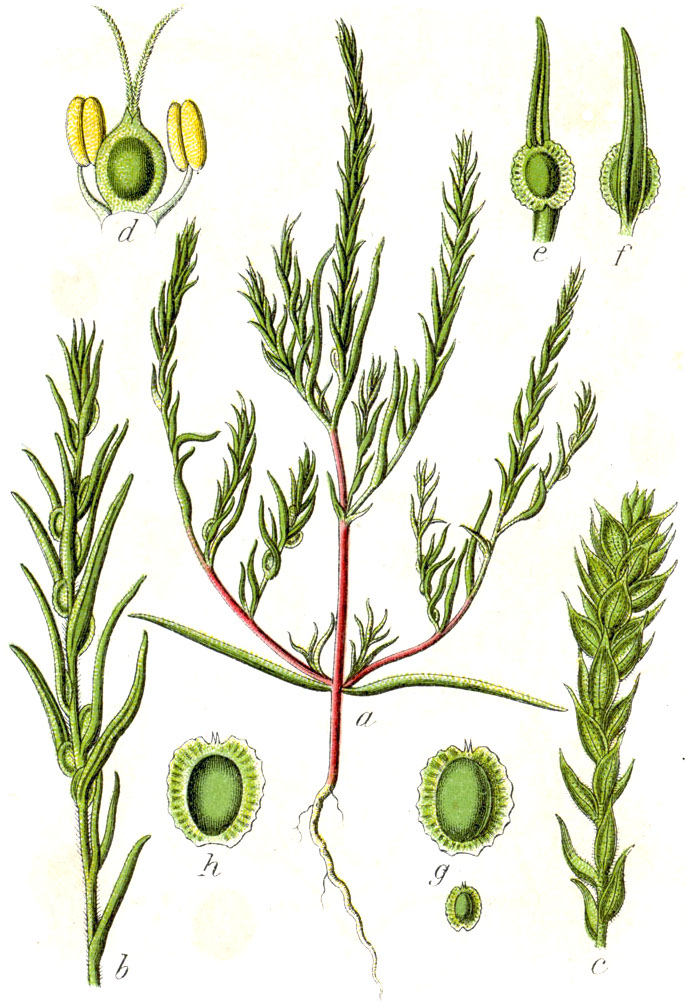
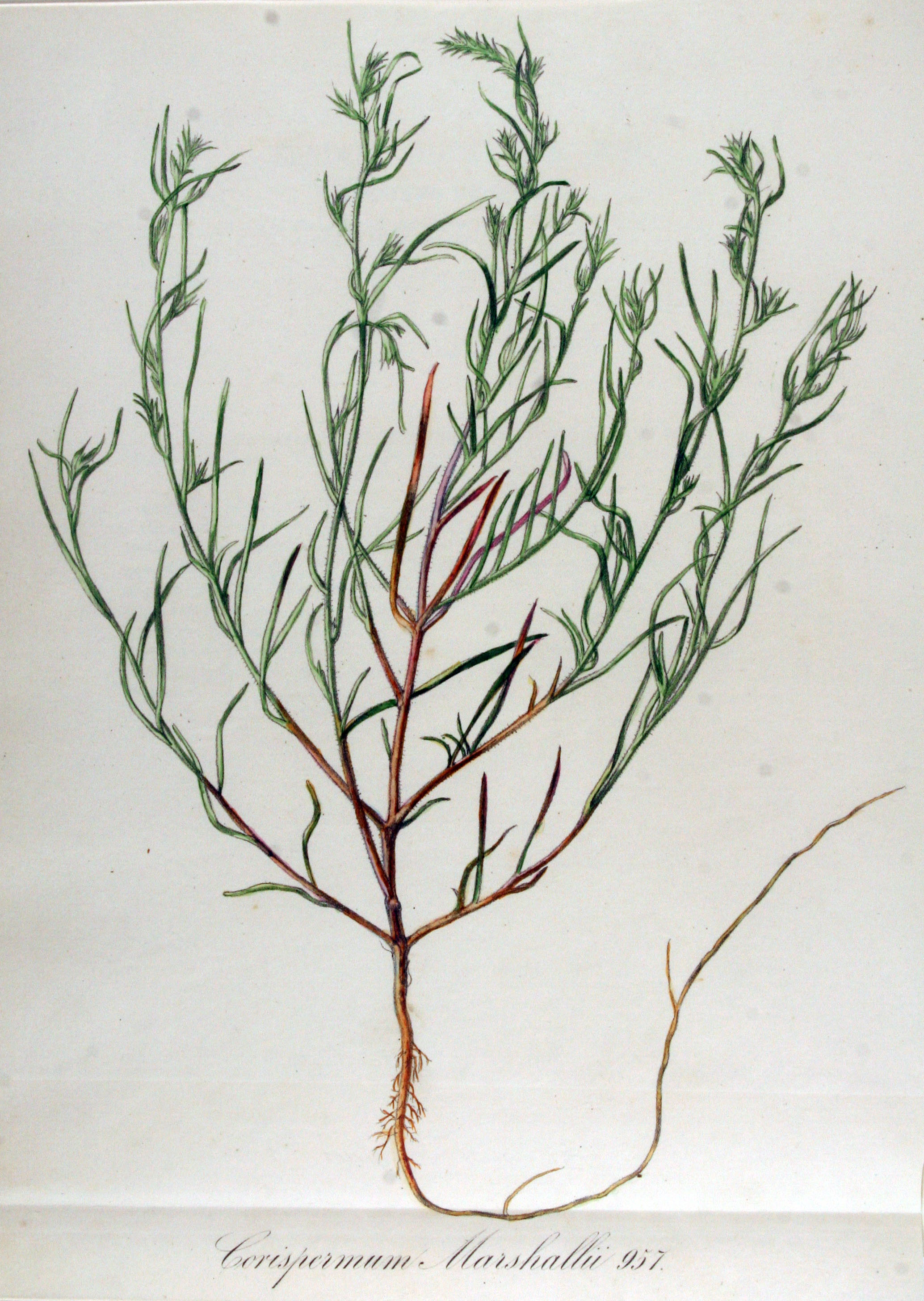